# Rimantas Mockus
Rimantas Mockus (* 1979) ist ein litauischer Jurist und Politiker und amtierender Justizminister Litauens.

## Leben
Nach dem Abitur 1998 an der Sekundarschule in Südlitauen absolvierte Rimantas Mockus von 1998 bis 2003 das einstufige Magisterstudium der Rechtswissenschaft an der Universität Vilnius in der litauischen Hauptstadt Vilnius. Danach arbeitete er als Jurist und leitete die Rechtsabteilung der Verwaltung der Stadtgemeinde Vilnius (unter der Leitung von Verwaltungsdirektor Gintautas Paluckas). Er lehrte auch am Designkolleg Vilnius. Dann wurde er Rechtsanwaltsgehilfe und Rechtsanwalt in seiner eigenen Rechtsanwaltskanzlei.
Nachdem zwei Kandidaturen zum Justizministeramt gescheitert waren, wurde Mockus als Kandidat dem Präsidenten vorgestellt. Über seine Berufserfahrung und Vergangenheit gab es bisher nichts öffentlich, nicht einmal ein Foto oder Lebenslauf (sogar auf der Webseite seiner eigenen Kanzlei). Seit dem 12. Dezember 2024 leitet Mockus als Minister das Justizministerium Litauens im Kabinett Paluckas unter Leitung des Premierministers Gintautas Paluckas. Er wurde von Präsident Gitanas Nausėda ernannt.